# Glandă coxală

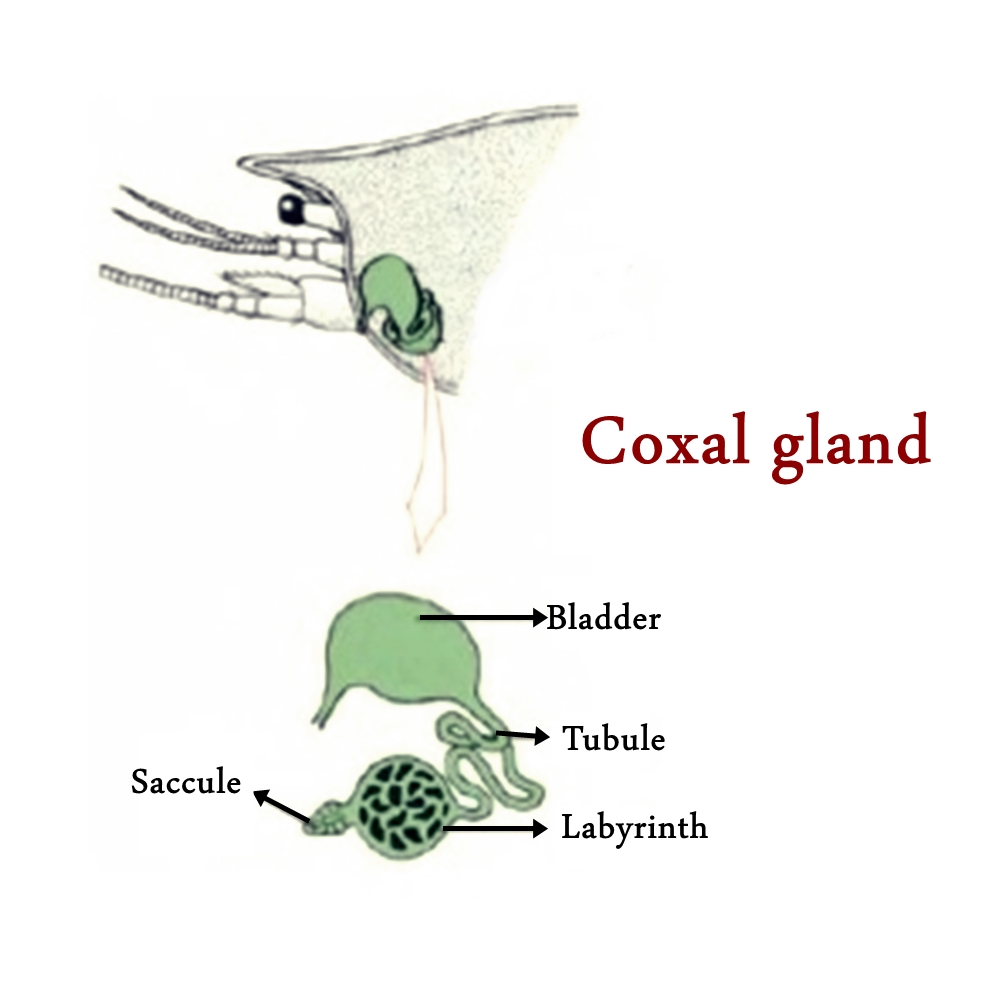
Coxal gland and its components

Glanda coxală reprezintă o formațiune prezentă la unele artropode, având rolul colectării și excretării deșeurilor metabolice. Aceste glande pot fi localizate la baza picioarelor (coxei) sau la baza antenelor și maxilelor (crustacee), fiind numite glande antenale și, respectiv,  glande maxilare. Glanda coxală este alcătuită din trei părți: sac, canal în formă de labirint și vezică.  Împreună, ele ajuta la eliminarea a deșeurilor azotate.